# Freycinetia modica
Freycinetia modica är en enhjärtbladig växtart som beskrevs av Huynh. Freycinetia modica ingår i släktet Freycinetia och familjen Pandanaceae.
Artens utbredningsområde är Nya Kaledonien. Inga underarter finns listade.